# الحرية الدينية في اليمن
دستور اليمن ينص على حرية الدين وتحترم الحكومة بشكل عام هذا الحق في الممارسة العملية ومع ذلك كانت هناك بعض القيود. وينص الدستور على أن الإسلام هو دين الدولة وأن الشريعة الإسلامية (القانون الإسلامي) هي مصدر جميع التشريعات. واصلت سياسة الحكومة إلى المساهمة في الممارسة الحرة للدين عموما، ومع ذلك، كانت هناك بعض القيود. المسلمين وأتباع الديانات الأخرى غير الإسلام يتمتعون بحرية العبادة وفقا لمعتقداتهم غير أن الحكومة تحظر التحول عن الإسلام والتبشير للمسلمين وينص القانون اليمني مادة 259 أن المرتد عن الاسلام يعاقب بالاعدام ويستتاب قبل ذلك ثلاثين يوماً. على الرغم من أن العلاقات بين الجماعات الدينية واصلت المساهمة في الحرية الدينية كانت هناك بعض التقارير عن الاساءات المجتمعية والتمييز على أساس المعتقد الديني أو الممارسة. وقعت هجمات متفرقة على اليهود وبعض المسلمين الزيديين البارزين شعروا بأنهم مستهدفون من قبل جهات حكومية لانتمائهم الديني. الحكومة العسكرية استئنفت العمل في محافظة صعدة بسبب التوترات السياسية والقبلية والدينية والتي تعود إلى يناير 2007 في أعقاب اشتباك الجيش مع المتمردين المرتبطين بأسرة الحوثي الذين ينتمون إلى المذهب الزيدي الشيعي.

## الديموغرافيا الدينية
تقريبا جميع المواطنين هم من المسلمين الذين ينتمون إما للمذهب الزيدي الشيعي (34٪) أو للمذهب الشافعي السني (65٪). اليهود ويشكلون (1٪). أغلب اليهود هاجروا إلى خارج اليمنـ وأقل من 500 يهودي بقوا في البلد. هناك 3000 مسيحي في جميع أنحاء البلاد ومعظمهم من اللاجئين أو المقيمين الأجانب المؤقتين. هناك 40 من الهندوس الذين يعيشون في عدن الذين تعود أصولهم إلى الهند.

## وضع الحرية الدينية

### الإطار القانوني والسياسي
الدستور ينص على حرية الدين وتحترم الحكومة بشكل عام هذا الحق في الممارسة العملية ومع ذلك كانت هناك بعض القيود. وينص الدستور على أن الإسلام هو دين الدولة وأن الشريعة الإسلامية هي مصدر جميع التشريعات. أتباع الديانات الأخرى غير الإسلام يتمتعون بحرية العبادة وفقا لمعتقداتهم وارتداء الحلي أو الملابس الدينية خاصة إلا أن الشريعة تحرم التحول وتمنع غير المسلمين من التبشير والحكومة تفرض هذا الحظر. الحكومة تطلب الأذن لبناء أماكن جديدة للعبادة وتمنع غير المسلمين من تولي المناصب التي تشغل بالانتخاب.
تصدر الحكومة تأشيرات إقامة للكهنة حتى تتمكن من توفير احتياجات مجتمعهم الديني. كانوا رجال الدين المسيحيين يعملون في التدريس، الخدمات الاجتماعية، والرعاية الصحية.
اليمن تقيم علاقات دبلوماسية عادية مع الفاتيكان.
الحكومة لا تحتفظ بسجلات للهوية الدينية للأفراد وليس هناك قانون يطلب من الجماعات الدينية أن تسجل نفسها لدى الدولة إلا أن اللجنة العليا للانتخابات قد اعتمدت سياسة تحظر على غير المسلمين من الترشح للبرلمان. الفصل 2 من المادة 106 من الدستور تنص على أن رئيس الجمهورية يجب أن يمارس واجباته الإسلامية.
المدارس الحكومية توفير التعليم في الإسلام ولكن ليس في الأديان الأخرى ومع ذلك يمكن للمواطنين المسلمين الانتساب إلى المدارس الخاصة التي لا تدرس الإسلام. تقريبا جميع الطلاب غير المسلمين في هذا البلد هم من الأجانب ومنتسبي المدارس الخاصة.
الأيام المقدسة مسلم عيد الأضحى، محرم، وعيد الفطر هي أيام العطل الرسمية.
المدارس الحكومية توفر تعليم الإسلام ولكن ليس الأديان الأخرى على الرغم من السماح للمواطنين المسلمين بالانتساب إلى المدارس الخاصة التي لا تدرس الإسلام. في محاولة للحد من التطرف الإيديولوجي والديني في المدارس فإن الحكومة لا تسمح بتدريس أي من المقررات الدراسية خارج المنهج المعتمد رسميا لتدريسه في المدارس الخاصة والحكومية. لأن الحكومة تشعر أن المدارس الدينية غير المرخصة تحيد عن متطلبات التعليم الرسمي وتعزيز أيديولوجية متشددة وتم إغلاق أكثر من 4,500 من هذه المؤسسات وترحيل الطلاب الأجانب الذين يدرسون هناك.

### القيود على الحرية الدينية
ساهمت سياسة الحكومة وممارساتها في الممارسة الحرة للدين عموما ومع ذلك كانت هناك بعض القيود.
خلال الفترة المشمولة بالتقرير تعمل حكومة بجهود رامية إلى تخفيف حدة التوتر الديني بينها وبين بعض أفراد المؤسسة الزيدية الشيعية ولكن التوتر عاد للظهور العام في يناير 2007 وعلى الأخص في وسائل الإعلام ونتيجة لذلك عملت الحكومة ضد جماعة الحوثي المتمردة المسلحة. تقول الحكومة إن الحوثيين هم من اتباع المذهب الشيعي الاثني عشري وهو مذهب شيعي يختلف عن المذهب الشيعي السائد في البلاد. الحوثيين والشباب يتبعون تعاليم رجل الدين المتمرد الراحل حسين بدر الدين الحوثي الذي قتل خلال تمرد العشرة أسابيع الذي قاده في يونيو 2004 ضد الحكومة في صعدة. وذكر بعض الزيديين المضايقات والتمييز من جانب الحكومة بسبب الاشتباه في تعاطفهم مع الحوثيين. ومع ذلك تبدو الإجراءات التي تتخذها الحكومة ضد الجماعة وربما سياسيا وليس دينيا هي الدافع.
الإجراءات الحكومية لمواجهة زيادة العنف السياسي في صعدة أدت إلى تقييد بعض الممارسات الدينية. في يناير 2007 وللسنة الثالثة حظرت الحكومة احتفال الشيعة بعيد الغدير المقدس في أجزاء من محافظة صعدة. خلال الفترة المشمولة بالتقرير كثفت الحكومة جهودها لوقف نمو شعبية الحوثيين عن طريق الحد من الساعات التي تسمح فيها للمساجد أن تكون مفتوحة للجمهور. أغلقت الحكومة ما ادعى انه معاهد دينية شيعية متطرفة وتغيير الأئمة الذين كان يعتقد أنهم يؤيدون المذهب ومراقبة متزايدة على خطب المساجد. ألغت الحكومة الذراع السياسي للزيديين حزب الحق في مارس 2007 لعدم تلبية متطلبات قانون الأحزاب السياسية. العديد من أعضاء الحزب يعتقد بأنه تم حل الحزب بطريقة غير لائقة بسبب صلاته بالحوثيين وحركة الشباب.
الحكومة تحظر التبشير للمسلمين. خلال الفترة التي يغطيها هذا التقرير كانت هناك تقارير عن أشخاص محتجزين مؤقتا لحيازتهم مواد دينية بقصد التبشير.
ووفقا للشريعة المطبقة في البلاد يعتبر تحول المسلم إلى دين آخر ردة وتفسره الحكومة على أنه جريمة يعاقب عليها بالإعدام. خلال الفترة التي يغطيها هذا التقرير لم تكن هناك حالات اتهم فيها أشخاص بالردة أو محاكمتهم من قبل السلطات الحكومية.
إلا أن الحكومة لم تسمح ببناء أماكن جديدة للعبادة العامة دون ترخيص مسبق. مسؤولون من الروم الكاثوليك لا يزالون ينتظرون قرارا من الحكومة بشأن ما إذا كان سيسمح ببناء معترف به رسميا إنشاء أقلية دينية من الروم الكاثوليك في صنعاء. يعزو مسؤولون الكنيسة تقاعس الحكومة للتمييز.
وتقام الصلوات أسبوعيا للروم الكاثوليك والبروتستانت والأرثوذكس المسيحيين الإثيوبيين في جميع أنحاء صنعاء وعدن ومدن أخرى دون تدخل من الحكومة. تقدم الخدمات المسيحية واليهودية بشكل منتظم في منازل خاصة أو منشآت مثل المدارس دون مضايقة وهذه المرافق تبدو كافية لاستيعاب الأعداد الصغيرة المعنية.
حزب المؤتمر الشعبي العام وحزب التجمع اليمني للإصلاح يعتمدان على حد السواء على الإسلام كأساس في برامجهم. حزب المؤتمر الشعبي العام الحاكم لا يستبعد أعضاء من أي دين في عضويته. أما حزب التجمع اليمني للإصلاح فمطلوب أن يكون العضو ملتزم بتعاليم الدين الإسلامي. هناك غيرها من الأحزاب السياسية الصغيرة التي قيل أنها إسلامية الطابع على الرغم من أنه لم يتضح ما إذا كانت تقتصر عضويتها على المسلمين.
واصلت الحكومة جهودها لمنع تسييس المساجد والمدارس والحد من التطرف وزيادة التسامح. الجهود التي تبذلها الحكومة ركزت على المساجد لرصد الخطب التي تحرض على العنف أو غيرها من البيانات السياسية التي تعتبر ضارة بالأمن العام. يتاح للمنظمات الإسلامية الخاصة المحافظة على العلاقات بالمنظمات الإسلامية العالمية إلا أن الحكومة تراقب بشكل متقطع أنشطتها من خلال الشرطة وسلطات المخابرات.
واصلت الحكومة جهودها لإغلاق المدارس والمراكز الدينية غير المرخصة. تم إغلاق أكثر من 4,500 مدرسة ومؤسسة دينية غير مرخصة. أعربت الحكومة عن قلقها من أن هذه المدارس انحرفت عن متطلبات التعليم الرسمي وشجعت إيديولوجية متشددة. كما قامت الحكومة بترحيل بعض الطلبة الأجانب الذين يدرسون في مدارس دينية غير مرخصة. منعت الحكومة المدارس الخاصة والوطنية من تدريس مقررات من خارج المناهج الدراسية المعتمدة رسميا. كان الغرض من هذه الإجراءات الحد من التطرف الإيديولوجي والديني في المدارس.
كانت هناك تقارير تفيد بأن كل من وزارة الثقافة ومكتب الأمن السياسي رصد وأزال في بعض الأحيان الكتب التي يتبناها الزيديين من رفوف المكتبات بعد نشرها. كانت هناك أيضا تقارير موثوقة من علماء زيديين وسياسيين أن السلطات حظرت نشر بعض المواد التي تروج للزيدية. نفت الحكومة أن وسائل الإعلام كانت تخضع للرقابة من قبل أي جهاز أمني.
سياسة الحكومة لا تمنع أو توفر عقوبة لحيازة الكتب الدينية غير الإسلامية ولكن في بعض الأحيان كانت هناك تقارير موثوق بها تفيد بأن أشخاصا تعرضوا للمضايقات على أيدي أفراد من جهاز الأمن السياسي وهي منظمة تقدم تقاريرها مباشرة إلى مكتب الرئيس والشرطة بامتلاك مثل هذه الكتابات. كانت هناك أيضا تقارير تفيد بأن بعض أعضاء جهاز الأمن السياسي رصد وضايق وأحيانا راقب بريد الجماعات التبشيرية وتلك المرتبطة بها بحجة منع التبشير.
بعد توحيد شمال وجنوب اليمن في عام 1990 دعي أصحاب الممتلكات المصادرة من قبل الحكومة الشيوعية في اليمن الجنوبي السابق للمطالبة باستعادة ممتلكاتهم ومع ذلك كان تنفيذ ذلك محدود للغاية وكانت الممتلكات قليلة جدا التي قد عادت إلى أصحابها السابقين. في مقابل مصادرة ممتلكاتها طلبت الكنيسة الكاثوليكية من الحكومة قطعة صغيرة من الأرض في صنعاء لبناء مؤسسة كاثوليكية. مازالت الكنيسة تنتظر البت في الطلب.
ينص الدستور على أن الشريعة الإسلامية هي مصدر جميع التشريعات. دونت بعض العادات والتقاليد التي يعتقد أنها جزء من الشريعة المتبعة في البلاد في مختلف القوانين والسياسات. بعض هذه القوانين تنطوي على تمييز ضد المرأة والأشخاص من الجماعات الدينية الأخرى.
وفقا لتفسير الحكومة للشريعة لا يسمح للمرأة المسلمة أن تتزوج من غير المسلم. تحت قانون الأحوال الشخصية لسنة 1992 القانون رقم 20 يسمح للرجال بالزواج من ما يصل إلى أربع زوجات على الرغم من قلة الرجال الذين يقومون بهذا الأمر. يحظر القانون أيضا الرجال من الزواج من غير المسلمات (باستثناء اليهود والمسيحيين) أو المرتدين (أولئك الذين نبذوا الإسلام).

### انتهاكات الحرية الدينية
اعتقل مسؤولو الأمن واحتجزوا تعسفا بعض الأفراد المشتبه في قيامهم بالتبشير. كان هناك أيضا تقرير صحفي موثوق بأن مسؤولين أمنيين يضايقون ويحتجزون مسلمين يحملون منشورات تبشيرية في تعز. نسبت تقارير غير مؤكدة من داخل الأجهزة الأمنية مثل هذه الحوادث لأتباع المذهب السلفي المحافظ.
منذ عام 2001 احتجزت الحكومة عدة مئات من الإسلاميين الذين عادوا إلى اليمن من أفغانستان و/أو العراق لاستجوابهم. لكن أطلق سراح معظم الأشخاص في غضون أيام وبعضهم استمر احتجازهم لأنهم إرهابيون أو المشتبه بهم أمنيا.
في مايو 2006 عفا الرئيس علي عبد الله صالح عن الإمامين يحيى حسين الديلمي الذي حكم عليه بالإعدام ومحمد أحمد مفتاح الذي حكم عليه بالسجن لمدة 8 سنوات. وأدين الاثنين بإقامة علاقات مع إيران لغرض يضر بالبلاد. عارض الرجلان علنا تحركات الحكومة في صعدة فشكلا منظمة صنعاء للشباب وهي مجموعة دينية زيدية تدعم الحوثيين. حافظ الإمامين على أنهما يعبران فقط عن احتجاج سلمي على تصرف الحكومة في صعدة.
خلال الشهر نفسه أطلقت الحكومة سراح أكثر من 200 معتقل من المتمردين الحوثيين. لم يتضح كم من المعتقلين شاركوا في التمرد المتجدد في مارس 2005 ضد الحكومة. على الرغم من أن الاعتقالات كانت دوافعها سياسية أكثر منها دينية.

### التحول الديني القسري
لم ترد تقارير عن تحويل دينية قسري بما في ذلك المواطنين الأمريكيين القاصرين الذين تم اختطافهم أو نقلهم بصورة غير قانونية من الولايات المتحدة أو عن رفض السماح لهؤلاء الأطفال العائدون إلى الولايات المتحدة.

### التحسينات والتطورات الإيجابية في احترام الحرية الدينية
كجزء من حملتها ضد التطرف الديني اتخذت الحكومة أيضا إجراءات لتحسين ظروف التي أثرت المواقف المجتمعية على الحرية الدينية. في مايو 2006 قامت وزارة الأوقاف والإرشاد الديني بإجراء دورة تدريبية مدتها ستة أيام لخمسائة من الأئمة لتعزيز مبادئ الاعتدال والتسامح الديني. استمرت الحكومة في دعم هذه الحملة والتخطيط لبرامج مماثلة في المستقبل تحت إشراف وزارة الأوقاف والإرشاد الديني.

## التعسف الاجتماعي والتمييز
كانت هناك بعض التقارير عن الاساءات المجتمعيه والتمييز على أساس المعتقد الديني أو الممارسة ولكن استمر الشعور العام للحرية الدينية. الأقليات الدينية عموما تعيش في وئام مع جيرانهم المسلمين.
أقنعت الهجمات المعزولة في السنوات الأخيرة من المتطرفين المعادية لليهود معظم يهود البلاد في الانتقال إلى بلدة ريدة للحفاظ على سلامتهم وعلى مجتمعهم. الجالية اليهودية نزحت من صعدة إلى صنعاء بسبب القتال.
لم تكن هناك حوادث عنف أو تمييز بين أتباع الزيدية والشافعية وهما المذهبان الإسلاميان الرئيسيان في البلاد.
لا يحرض رجال الدين المسلمين على العنف باستثناء أقلية صغيرة من رجال الدين لأسباب سياسية وغالبا لها علاقات مع عناصر متطرفة أجنبية.
كانت هناك تقارير متفرقة عن العنف بدأتها عناصر سلفية في محاولة للسيطرة على المساجد المعتدلة والصوفية في جميع أنحاء البلاد. كانت هناك أيضا تقارير غير مؤكدة أنه أحيانا تتم مضايقة أتباع المذهب الإسماعيلي ويمنعون من دخول المساجد التابعة لأتباع السلفية.